# Selongey
Selongey je naselje in občina v francoskem departmaju Côte-d'Or regije Burgundije. Leta 2006 je naselje imelo 2.267 prebivalcev.

## Geografija
Kraj leži na skrajnem vzhodu pokrajine Burgundije ob reki Venelle v bližini meje s Šampanjo, 34 km severovzhodno od središča Dijona.

## Uprava
Selongey je sedež istoimenskega kantona, v katerega so poleg njegove vključene še občine Boussenois, Chazeuil, Foncegrive, Orville, Sacquenay, Vernois-lès-Vesvres in Véronnes s 3.785 prebivalci.
Kanton Selongey je sestavni del okrožja Dijon.